# Édouard Chassaignac

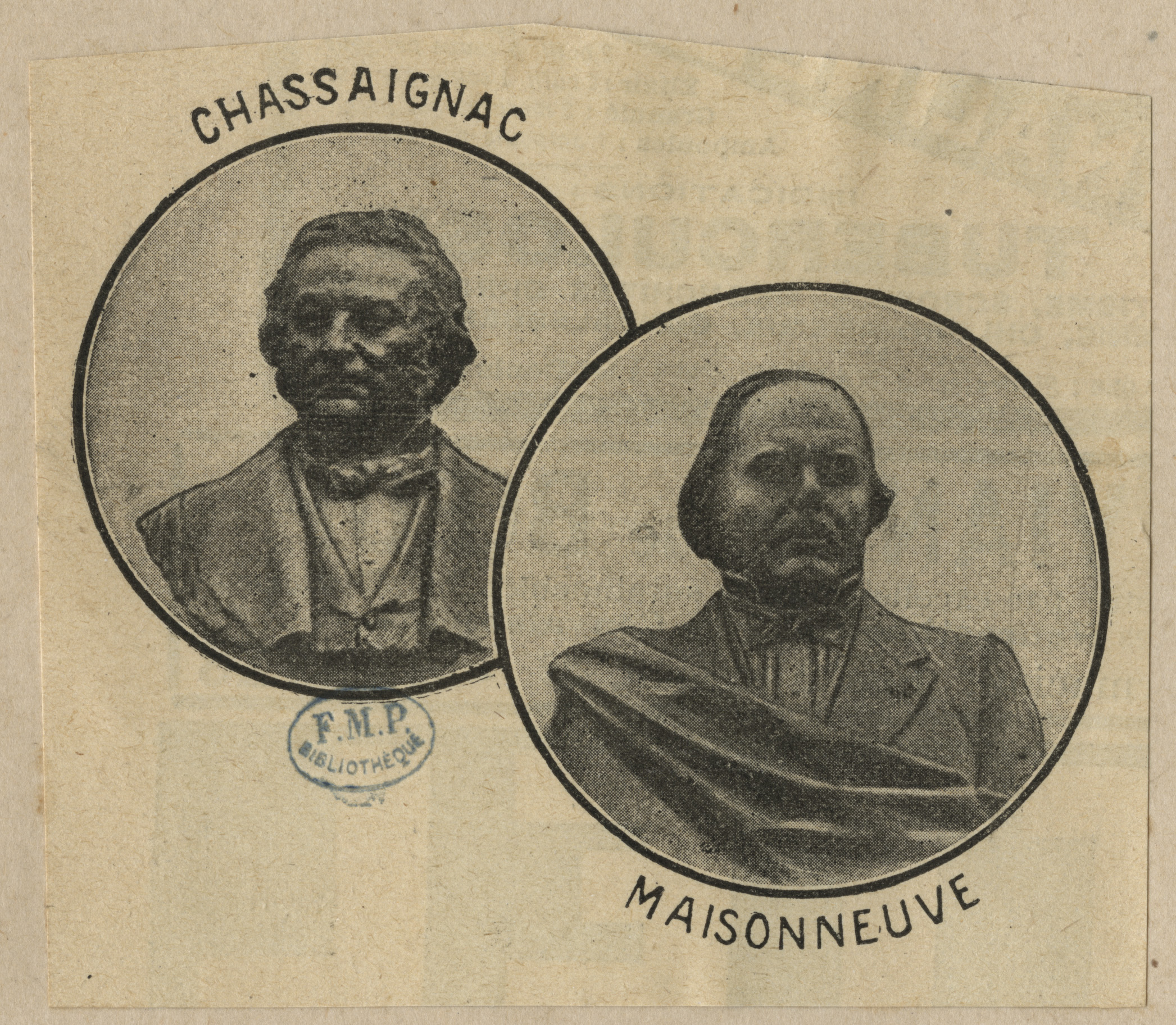
Medaillons von Chassaignac und Maisonneuve

Pierre Charles Marie Édouard Chassaignac (* 24. Dezember 1804 in Nantes; † 26. August 1879 in  Versailles), war ein französischer Arzt und Professor für Anatomie und Chirurgie.

## Biografie
Chassaignac studierte Medizin zunächst in Nantes, dann in Paris. Er promovierte dort 1835 mit einer Dissertation über Schenkelhalsbrüche. Zwei Jahre später wurde er an der medizinischen Fakultät außerordentlicher Professor und Prosektor der Anatomie. Danach bekleidete er verschiedene Ämter als Chirurg und war auch Vizepräsident der anatomischen Gesellschaft. 1857 wurde Chassaignac Präsident der chirurgischen Gesellschaft und 1868 Mitglied der medizinischen Akademie.

## Namensgeber
Nach Chassaignac ist die Symptomatik einer Radiuskopf-Subluxation benannt (Chassaignac-Lähmung) wie auch ein Verfahren zu deren Reposition (Chassaignac-Handgriff). Ebenso trägt ein bei der Tracheotomie eingesetztes Instrument sowie eine unblutige Operationsmethode (écrasement linéaire) der Gewebeentfernung seinen Namen.
Auch wird das am Querfortsatz des 6. Halswirbels besonders kräftig ausgebildete vordere Höckerchen (Tuberculum anterius), gegen das man die nahe verlaufende Halsschlagader (Carotis) pressen kann, als Tuberculum caroticum [Chassaignac] bezeichnet.